# Karsten Prühl

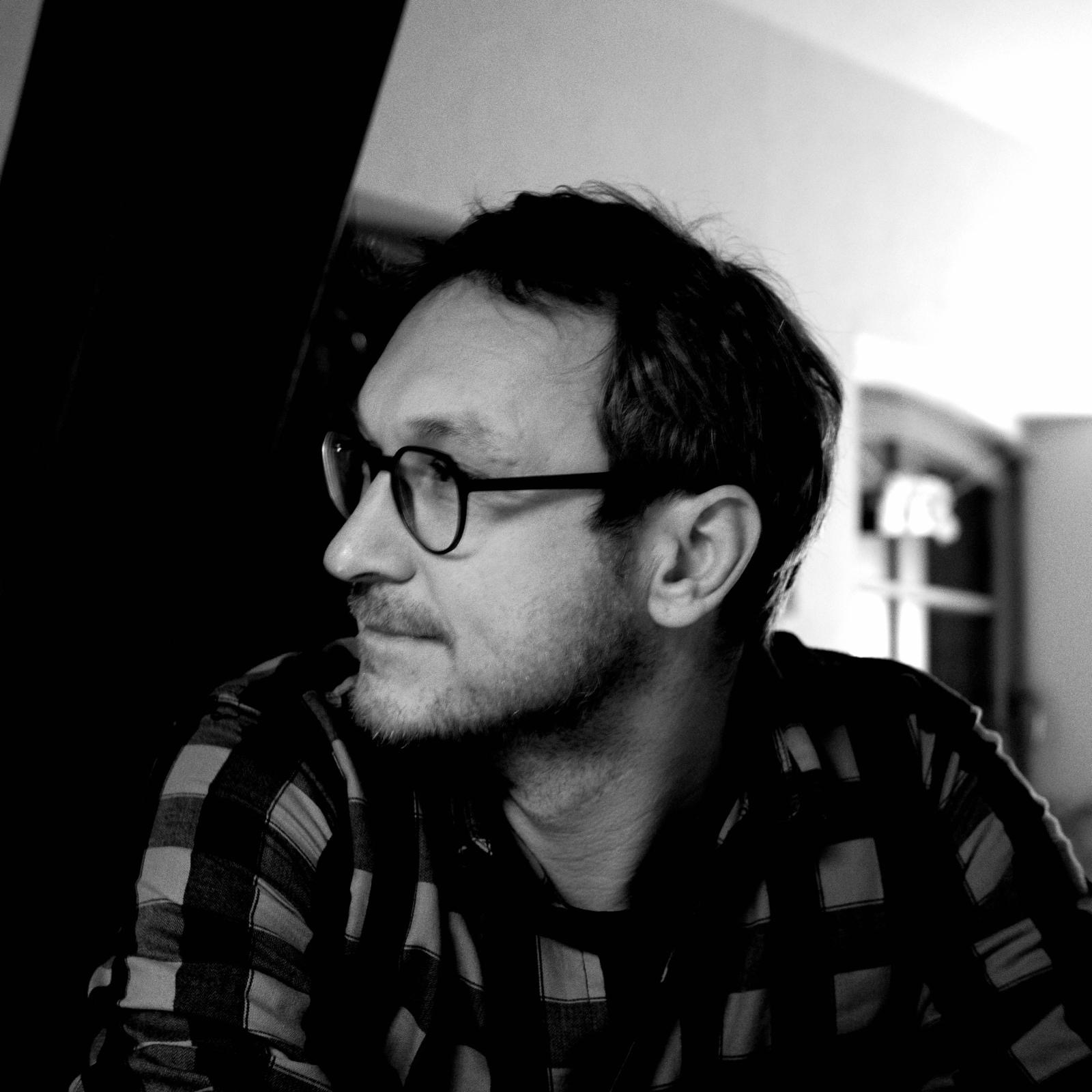
Karsten Prühl in der Autorenwerkstatt zu „Runkel und die Digedags“

Karsten Prühl (* 8. September 1982 in Leinefelde) ist ein deutscher Filmemacher und Drehbuchautor. Bekanntheit erlangte er mit seinem Spielfilm Goethes Faust (2020), der auf dem Theaterstück Faust von Johann Wolfgang von Goethe basiert und dessen originale Texte verwendet.
Goethes Faust wurde 2023 auf dem öffentlich-rechtlichen Sender MDR erstausgestrahlt und war ein Jahr lang in der ARD Mediathek zu finden. Trotz des geringen Budgets und einer ausbleibenden Festivalkarriere durch Beschränkungen während der Coronapandemie erlangte der Film positive Kritiken der Zeitschrift Cinema, die ihn mit 5 von 5 Punkten bewertete: „Klassiker-Update, teils spröde, teils voller Wucht“. Insgesamt wurde der Film von Kritikern jedoch als gemischt bewertet. So schrieb der Filmdienst: „[…] fiebrige Kameraarbeit und tranceartige Bilder […] sorgen für einige starke Momente, ist aber letztlich weder als inszeniertes Theater noch als genuiner Film überzeugend.“, und bewertete den Film mit nur 2 von 5 Sternen.

## Filmografie (Auswahl)
Regie und Drehbuch
- 2006: Princess of Nothing (Kurzfilm)
- 2005: Als Stefan in den Keller wollte (Kurzfilm)
- 2008: Im Herbst kein Lied
- 2014: With Love from Madagascar
- 2018: Spaceling (Kurzfilm)
- 2020: Goethes Faust
- 2024: Runkel und die Digedags (Webserie)

## Nominierungen
- 2010: Max Ophüls Preis für Im Herbst kein Lied
- 2018: NASA Cinespace des Houston Cinema Arts Festival Finalist Best Short Film für Spaceling

## Auszeichnungen
- 2010: Bester Spielfilm MDR unicato-Awards 2010 für Im Herbst kein Lied
- 2014: Camgaroo Award für With Love from Madagascar (Dokumentar Sonderpreis)
- 2020: Indie Film Fest Berlin „Best No-Budget Film“ für Goethes Faust